# Dernacueillette
Dernacueillette – miejscowość i gmina we Francji, w regionie Oksytania, w departamencie Aude.
Według danych na rok 1990 gminę zamieszkiwało 56 osób, a gęstość zaludnienia wynosiła 7 osób/km² (wśród 1545 gmin Langwedocji-Roussillon Dernacueillette plasuje się na 844. miejscu pod względem liczby ludności, natomiast pod względem powierzchni na miejscu 859.).